# Sting. Aranya assassina
Sting. Aranya assassina és una pel·lícula de terror del 2024 escrita i dirigida per Kiah Roache-Turner, i protagonitzada per Ryan Corr, Alyla Browne, Penelope Mitchell, Robyn Nevin, Noni Hazelhurst, Silvia Colloca, Danny Kim i Jermaine Fowler. La pel·lícula segueix una noia que cria en secret una aranya com a mascota, que després es transforma en un monstre gegant.
El rodatge principal va tenir lloc a Austràlia i va acabar el febrer de 2023. Es va estrenar als Estats Units i al Canadà el 12 d'abril de 2024. S'ha subtitulat al català.